# Myst III: Exile
Myst III: Exile es el tercer título de la serie de videojuegos de rompecabezas y aventura. Mientras los dos juegos de precedentes, Myst y Riven, fueron producidos por Cyan Worlds y publicados por Brøderbund, Exile estuvo desarrollado por Presto Estudios y publicados por Ubisoft. El juego fue liberado en cuatro discos compactos para Mac OS o Windows de Microsoft en mayo de 2001; versiones para el Xbox y PlayStation 2 fueron liberadas en 2002.
Como en los anteriores, el jugador es llamado "El Desconocido", amigo de Atrus. Atrus puede crear enlaces a otros mundos llamados Ages escribiendo libros descriptivos. En Exilio, Atrus ha escrito un Age para crear un mundo y reconstruir su civilización; pero el libro es robado por una figura misteriosa. El Desconocido persigue al ladrón durante el juego.
Los creadores de la franquicia confiaron en Presto Estudios al ver su juego The Journeyman Project. Los desarrolladores contrataron a Jack Pared para desarrollar un estilo musical diferente al de Robyn Miller pero que fuese reconocible como Myst. El proyecto requirió millones de dólares y más de dos años de producción.
Exile estuvo bien recibido por los críticos; El Telégrafo Diario lo llamó el mejor juego de la saga. En cambio, muchos críticos se quejaron de que era demasiado lento; GameSpot llegó a decir que la serie estaba anticuada. A pesar de vender más de un millón de copias dentro del primer año, Exile vendió menos que Myst o Riven, (10 millones de copias juntos). 

## Gameplay
Gameplay En Myst III es similar al de sus predecesores. El jugador explora los entornos utilizando el ratón o la barra espacial para moverse. A diferencia de los juegos anteriores, que usaban una serie de imágenes fijas, este utiliza un "sistema de mirada" libre qué da al jugador un campo de 360 grados de visión. El juego también tiene un modo de Cremallera opcional, como Myst y Riven, para cruzar terreno explorado más deprisa. El cursor de la pantalla cambia según el contexto para mostrar acciones posibles.
El primer nivel es una lección para rompecabezas más tardíos. Tres de estas Edades son Amateria, una Edad mecánica en medio de un mar vasto; Edanna, un mundo de naturaleza preservada, con planta abundante y vida animal; y Voltaic, uns isla desértica con extrañas construcciones.
Hallando pistas y manipulando el entorno, el jugador soluciona rompecabezas. Los puzles de Edanna requieren la manipulación del ecosistema de la Edad. Los rompecabezas a menudo implican observar interacciones entre elementos del entorno. El jugador también puede coger y revisar las páginas escritas por personajes del juego qué revelan pistas interesantes. Se pueden seleccionar elementos de un inventario personal al fondo de la pantalla.

## Argumento
Exilio empieza 10 años después de los acontecimientos de Riven, cuándo el Desconocido llega a la casa de Atrus y su mujer Catherine. Atrus es un científico y explorador que practica una antigua ciencia llamada el Arte:  pueda crear enlaces a mundos diferentes, que llamó Edades, a base de escribir libros especiales. Esta capacidad era usada por una civilización antigua, el D'ni, cuya sociedad acabó devastada por una peste. Atrus llama al Extraño a su casa para mostrarle su Edad más nueva, Releeshahn, diseñada como refugio para los D'ni supervivientes.
Cuando Atrus está preparando Releeshahn, un hombre misterioso aparece y roba el libro. Siguiendo al ladrón, el Desconocido llega a J'nanin, una Edad que Atrus había escrito mucho tiempo antes como manera de enseñar el Arte a sus hijos. Porque el ladrón ha causado daños considerables al J'nanin, Atrus no puede acompañar al Desconocido.
El hombre misterioso es Saavedro. Veinte años atrás, los odiosos hijos de Atrus, Sirrus y Achenar, destruyeron la casa de Narayan y le atraparon en J'nanin. Saavedro cree que su familia está muerta y jura venganza contra Atrus, inconsciente de que Atrus ya encarceló a sus hijos y que la familia de Saavedro está viva. El juego puede acabar de varias maneras que dependen de las acciones del jugador. En el escenario más ideal, Saavedro regresa a Narayan pacíficamente después de devolver el libro de Releeshahn. En otro resultado Saavedro destruye Releeshahn; otra opción deja al jugador elegir si dejar a Saavedro atrapado para siempre.

## Desarrollo
Cyan Worlds y Mattel (entonces dueña de la franquicia) ofreció la tarea de desarrollo a varias compañías. Un equipo de Presto Studios analizaron Myst y Riven y con objetivos concretos se hicieron con el tercer juego. El objetivo de progreso era muy importante para Greg Uhler, el productor del juego, quién declaró: "Jugadores que habían fallado en completar Myst o Riven lo hicieron porque el objetivo del juego no estaba claro." Inicialmente, Presto preparó tres posible storylines para el juego . Presto gastó millones de dólares de EE. UU. en desarrollar el juego, utilizando todo el personal del estudio para completar el proyecto. El desarrollo tomó dos años y medio, de los cuales nueve meses se gastaron en diseño y preproducción.
Una atención especial fue dedicada a los diseños visuales, que un crítico ha descrito como "una colaboración de Jules Verne, Rube Goldberg y Claes Oldenburg".
Como pasó en Myst y Riven, los desarrolladores utilizaron secuencias de actores en vivo en lugar de imágenes generadas por ordenador. Los actores vivos estuvieron filmados en una pantalla azul y de fondo se pusieron los entornos digitales que utilizan el chroma. Antes de filmar, todos los escenarios fueron construidos y los trajes de los actores confeccionados, además del guion gráfico. Rand Miller regresó para interpretar a Atrus, un papel que es suyo desde el primer Myst. Brad Dourif, el famoso actor de Chucky, es Saavedro. Dourif Notó que actuar para un juego era mucho más difícil que trabajar en una película. Otros actores fueron María Galante y la hija de Greg Uhler, Audrey, en un cameo como hija de Atrus. El rodaje en si tomó siete días. Uhler admite que el vídeo era un aspecto de Myst que Presto "hizo mal"; porque no se usaron cámaras HD.

### Audio
La música para Myst y Riven fue de Robyn Miller; mientras que Jack Wall creó la música para Exile, declarando que desarrollar la música era una de los aspectos más difíciles de Exile: " tuvimos que emparejar o superar el surrealistico estilo de música que Robyn había iniciado. Tenía que ser distintiva." Wall veía la complejidad creciente de los juegos como una oportunidad de dotarles de una banda sonora con tanta fuerza como la de las películas. Wall quería hacer algo muy diferente del "maravilloso sonido pastiche" de Myst y Riven, y aun así reconocible.
En preparación para su composición, Wall estudió la música de Miller, Wall sentía que "la melodía fácilmente podría encontrar el modo de la experiencia de jugar el juego". Wall quiso que la música tuviese más interactivdad, así que compuso "música de recompensa" por completar rompecabezas.
| N.º | Título | Duración |  |

## Recepción
Exile tuvo buenas críticas; la versión de PC obtuvo un 79% en GameRankings y un 83% en Metacritic. El juego vendió 75,000 copias en sus dos primeras semanas, y un millón en doce meses.